# Monteprato
Monteprato (in friulano Mondiprât, in sloveno Karnica) è una frazione di 73 abitanti del comune di Nimis in Friuli-Venezia Giulia.
Il paese è situato tra le prime Prealpi Giulie e si affaccia sulla pianura friulana, è meta di escursionisti e ciclisti attratti dalla bellezza della natura e dei boschi che circondano l'abitato. È noto a livello regionale per la Festa degli Uomini, che si svolge ogni anno i primi due giorni di Agosto.

## Geografia Fisica

### Territorio
Il borgo è situato tra i 530 m e i 580 m di altezza, nelle valli del Torre, nella catena montuosa delle Prealpi Giulie Meridionali e dista circa 5 km dal centro comunale di Nimis. Il borgo è adagiato sul versante destro della valle del rio Montana, su un piccolo altipiano delimitato a nordovest dalla forra del torrente Cornappo, che scava una valle profonda più di 300 metri, a ovest dal monte Plaiul, che si affaccia sul capoluogo e sulla pianura friulana; verso sud le colline declinano verso l'abitato di Vallemontana, circondando la piccola valle del rio Montana. Il Monte Cladis (850 m), dal dialetto sloveno Kladje che significa tronchi, si erge a est del paese, anticamente noto anche con il nome di Laski Uorh o Lascuar, che nel dialetto sloveno significa vetta friulana. Si ipotizza che venne chiamato così perché i friulani della pianura si recavano sul monte per raccogliere il pregiato fieno di montagna per il bestiame.
L'abitato, con la sua forma a ferro di cavallo, circonda la collina detta Polovin, dal nome del falò che ogni anno si accendeva in cima all'altura. Il paese si raggiunge percorrendo la strada comunale passante per Vallemontana oppure attraverso le piste forestali, frequentate soprattutto nei fine settimana da escursionisti, ciclisti e mountain bikers. Una di queste si imbocca uscendo dal paese verso sud-ovest, si incontra poi una zona panoramica con vigneti e orti, chiamata dai paesani Pot Praies; la strada sterrata prosegue fino alla chiesetta di San Giorgio sul monte Zuccon, situata sui resti di un antico castello e infine si collega al paese di Nimis. Un'altra pista forestale porta fino all'abitato di Pecolle di Cergneu, mentre una deviazione conduce a Cergneu Inferiore.

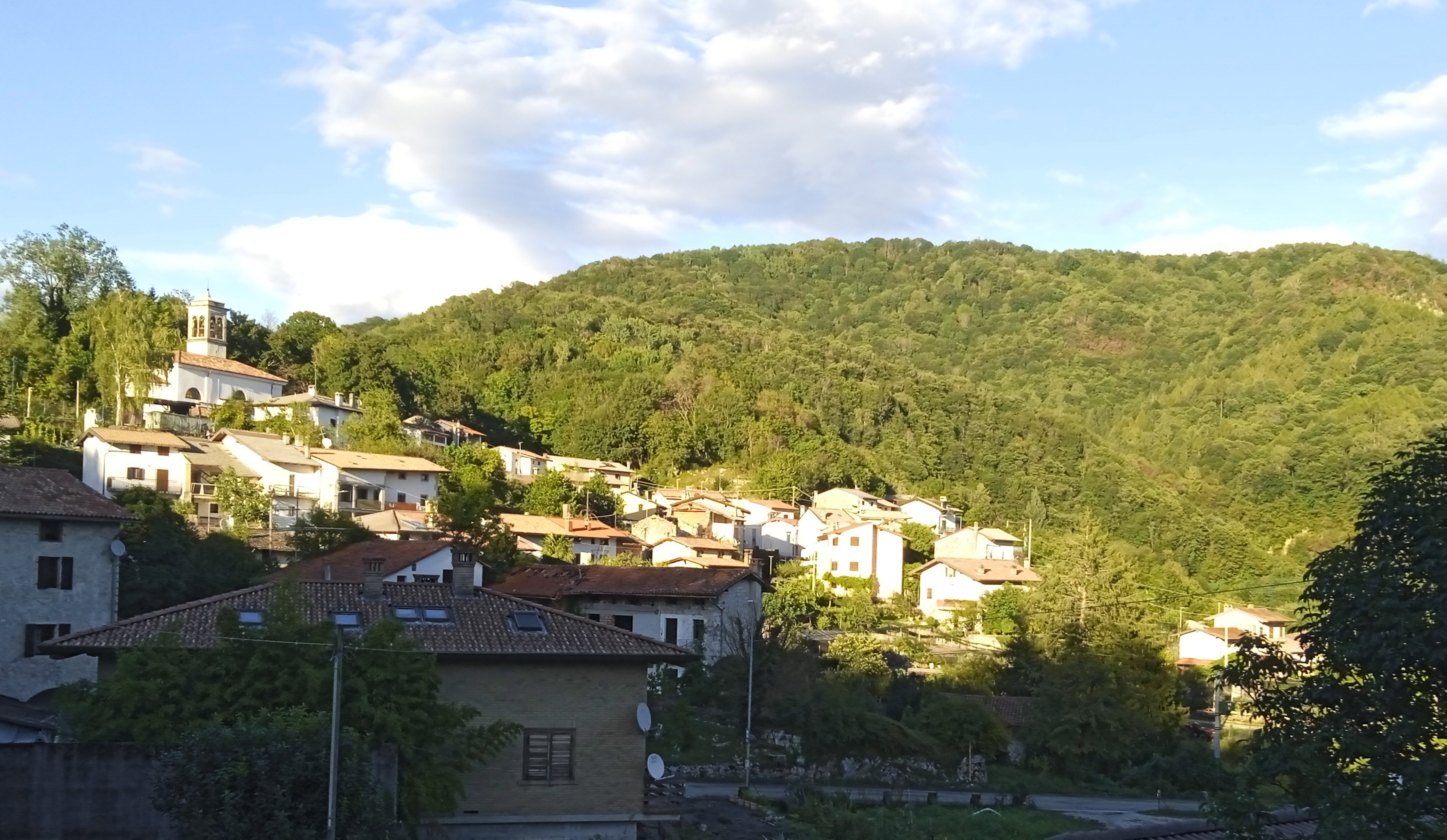
Monteprato al tramonto, sullo sfondo il Monte Cladis

### Geologia
Il territorio dell'abitato si trova al confine tra il Flysh del Grivò e formazioni carbonatiche composte soprattutto dal Calcare del Cellina e dalla Scaglia Rossa Friulana. Nel punto d'incontro tra le due formazioni, sotto l'abitato, si trova un grosso banco calcarenitico. Molte grotte si aprono nelle zone di contatto, caratterizzate dal forte carsismo superficiale con presenza di doline e affioramenti rocciosi.
La Grotta di Monteprato, situata in prossimità del paese vicino alla strada comunale, è la più conosciuta soprattutto per l'ampia sala inferiore; è presente un ramo superiore ben concrezionato ma più difficile da raggiungere. Anche all'interno dell'abitato si apre una grotta; oggi il pozzo d'accesso è coperto da un tombino. Recentemente è stato anche scoperto un esteso sistema sotterraneo con oltre due chilometri di sviluppo, chiamato grotta Sara.

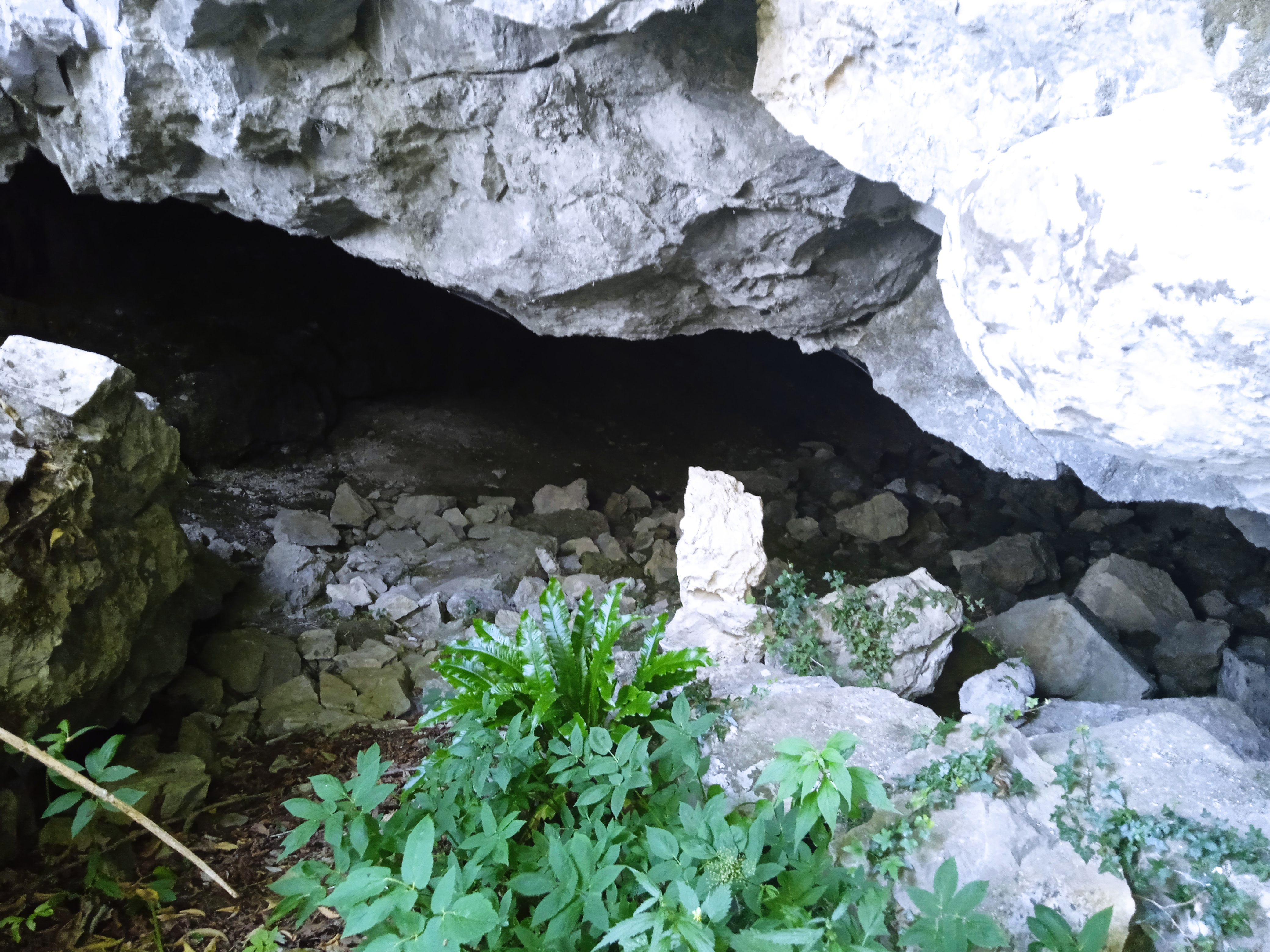
L'ingresso alla Grotta di Monteprato

La zona di Monteprato presenta un'alta sismicità, dovuta alla presenza di un complesso sistema di faglie. In passato il paese fu colpito dal terremoto del 1976, che causò gravi danni, provocando il crollo o l'inagibilità di parte delle abitazioni; tutt'oggi rimangono alcune costruzioni diroccate e inagibili.

### Clima
La zona è caratterizzata da un clima prealpino-continentale con altissimi livelli di piovosità, tra i più alti d'Italia, avendo una precipitazione media di circa 2400 mm/anno. La temperatura media annuale è di circa 12 °C, mentre le minime rimangono sotto lo zero per molti giorni d'inverno.

## Origine del nome
Il nome, anticamente Monte di Prato, ne riflette l'antico uso come luogo di pascolo, prima che fossero costruite le prime abitazioni. Il nome in dialetto sloveno è Karnica o Karnice, pronunciato Karniza, riportato con il nome di Černic, Krnic o Karnica nel più antico documento in lingua slovena arrivato a noi riguardante la zona, il Catapan di Cergneu. In base alle ricerche compiute dal linguista Jan Baudouin de Courtenay, il toponimo andrebbe tradotto nella parola italiana Tonfano, un tratto di fiume particolarmente profondo. Il nome potrebbe anche derivare dalla parola Krnìca, valle a forma di conca.

## Storia

### Le origini
A partire dal VI secolo popolazioni slave provenienti dalla Pannonia si stanziarono nelle Valli del Torre e rimasero per secoli isolate dalle popolazioni di pianura, mantenendo lingua e cultura diverse. Una sola chiesa nella pieve di Nimis era utilizzata dagli abitanti delle montagne, la chiesa di San Giorgio sul monte Zuccon, poco distante da dove oggi sorge il paese, che era nata come chiesa castrense all’interno del castrum Nemas.
La zona di Monteprato, da sempre legata a questa chiesa, era un luogo di pascolo utilizzato dagli abitanti di Cergneu, per questo nei secoli successivi divenne feudo della famiglia nobiliare dei Cergneu. Una fonte scritta in cui compare il toponimo risale al 1345, anno in cui il notaio Benvenuto da Udine registra un atto di donazione alla chiesa di san Giacomo di Cergneu in cui viene ceduto un pascolo posto in Monte di Prat. Il paese nacque probabilmente prima del XVI secolo, infatti il Catapan di Cergneu, redatto intorno al 1497, riporta il nome di due persone abitanti nel paese: Domenica del fu Michele Kandit e Benedetto fu Biagio con la moglie Margherita, i quali donarono alla confraternita di Santa Maria di Cergneu dei beni, affinché fosse celebrata una messa per loro; costoro erano probabilmente tra i più benestanti perché potevano permettersi il lusso e l’onore di fare una donazione alla chiesa.

### I secoli della crescita
Nel 1601 una descrizione dei paesi di Nimis ci informa che nel villaggio abitavano almeno 34 persone, che parlavano una lingua slava e sottostavano alla pieve di Nimis. Gli abitanti di Monteprato, insieme ad altri della zona, richiedevano la presenza di un curato che parlasse la loro lingua. Nel 1642 venne infatti costituito il Vicariato degli slavi, suddivisione della parrocchia con sede nella antica chiesa di San Giorgio, che comprendeva anche Cergneu, Torlano, Chialminis, Monteaperta e altri paesi. Più di un secolo dopo la popolazione a Monteprato era triplicata, contando 124 abitanti nel 1745, di cui 36 bambini, era nata anche la vicinia, assemblea dei capifamiglia che eleggeva ogni anno un Degano (o Meriga), il quale aveva compiti amministrativi.
A fine secolo la chiesa di San Giorgio sul monte Zuccon era ormai in disuso e in stato rovinoso, gli abitanti di Torlano disponevano di una loro chiesa in paese, mentre i Montepratesi dovevano percorrere molta più strada, quindi desideravano avere anche loro una chiesa più vicina. Nel 1785 si tenne una riunione della vicinia, in cui si decise di costruirla all’interno del paese usando le pietre dell’antica chiesetta. Per molto tempo il progetto non venne realizzato perché Torlano reclamava diritti sulla vecchia chiesa, finalmente nel 1819 Valentino di Benedetto, notaio residente a Monteprato, offrì un terreno su cui costruire la chiesa. Ottenne inoltre la dispensa ecclesiastica e tutti i diritti sulla vecchia chiesa, che quindi venne demolita e le pietre furono usate per costruire la nuova chiesa in paese, che venne benedetta nel 1821.
Nel 1805 la popolazione, per via della povertà e dell’isolamento, ottenne un’esenzione dalle tasse e pochi mesi dopo, sotto il nuovo regime napoleonico, il paese fu elevato a comune grazie all’impegno di Valentino di Benedetto. Il comune napoleonico durò pochi anni, ma Monteprato rimase comune censuario sotto il regno Lombardo-Veneto. Nel 1824 venne benedetto un piccolo cimitero attorno alla nuova chiesa; l’attuale cimitero fu invece costruito nel 1865, ampliato poi nella seconda metà del secolo scorso. L’attuale chiesa, che sostituì la più piccola di inizio secolo, fu progettata dall’architetto Raimondo D'Aronco e consacrata nel 1889. A fine secolo, anche a causa del passaggio sotto al governo italiano, l’uso del dialetto sloveno iniziò a perdersi a favore di friulano e italiano, tanto che nel 1885 venne abolito il Vicariato degli slavi e si incominciò a predicare la messa in italiano.
All’inizio del XX secolo arrivarono molte novità in paese, fu costruita la scuola e la nuova strada carrabile che collegò il paese con la vicina Vallemontana. Nel 1924 Monteprato fu tra i primi paesi della zona ad avere la luce elettrica e negli anni successivi furono costruiti il mulino elettrico e l’acquedotto. Nel paese, nello stesso periodo, abitavano più di 300 abitanti, che però iniziarono a emigrare verso l’America e l’Australia, con la speranza di fare fortuna.

### La seconda guerra mondiale e il dopoguerra
Dopo l’armistizio del ’43 bande partigiane trovarono rifugio in paese, prelevarono a forza alcuni giovani paesani, che riuscirono a liberarsi grazie a un colpo di mano della popolazione, che prese in ostaggio i capi delle brigate partigiane, arrivando poi ad un accordo di reciproca convivenza. Nel dicembre dello stesso anno arrivarono in paese un centinaio di soldati delle SS tedesche, che requisirono e minacciarono la popolazione, sospettata di favorire i partigiani. Dopo l’incendio di Nimis e la fine delle zone libere partigiane che si erano formate nel Friuli orientale i tedeschi attuarono l’operazione Ataman, che prevedeva l’occupazione del Friuli partigiano da parte di truppe cosacche. Nel dicembre del 1944 i Cosacchi circondarono il paese e dopo un’intensa sparatoria misero in fuga le truppe partigiane, poi saccheggiarono il paese e prelevarono 13 prigionieri, successivamente liberati tramite l’intercessione dell’arcivescovo di Udine.
Nel dopoguerra un altro flusso migratorio spopolò ancora di più il paese, che oggi conta poco più di 50 abitanti. Nello stesso periodo venne asfaltata la strada e nel 1960 venne costruita una latteria, che operò fino al 1985, quando ormai agricoltori e pastori erano scomparsi o trasferiti all’estero.

## Monumenti e luoghi d'interesse

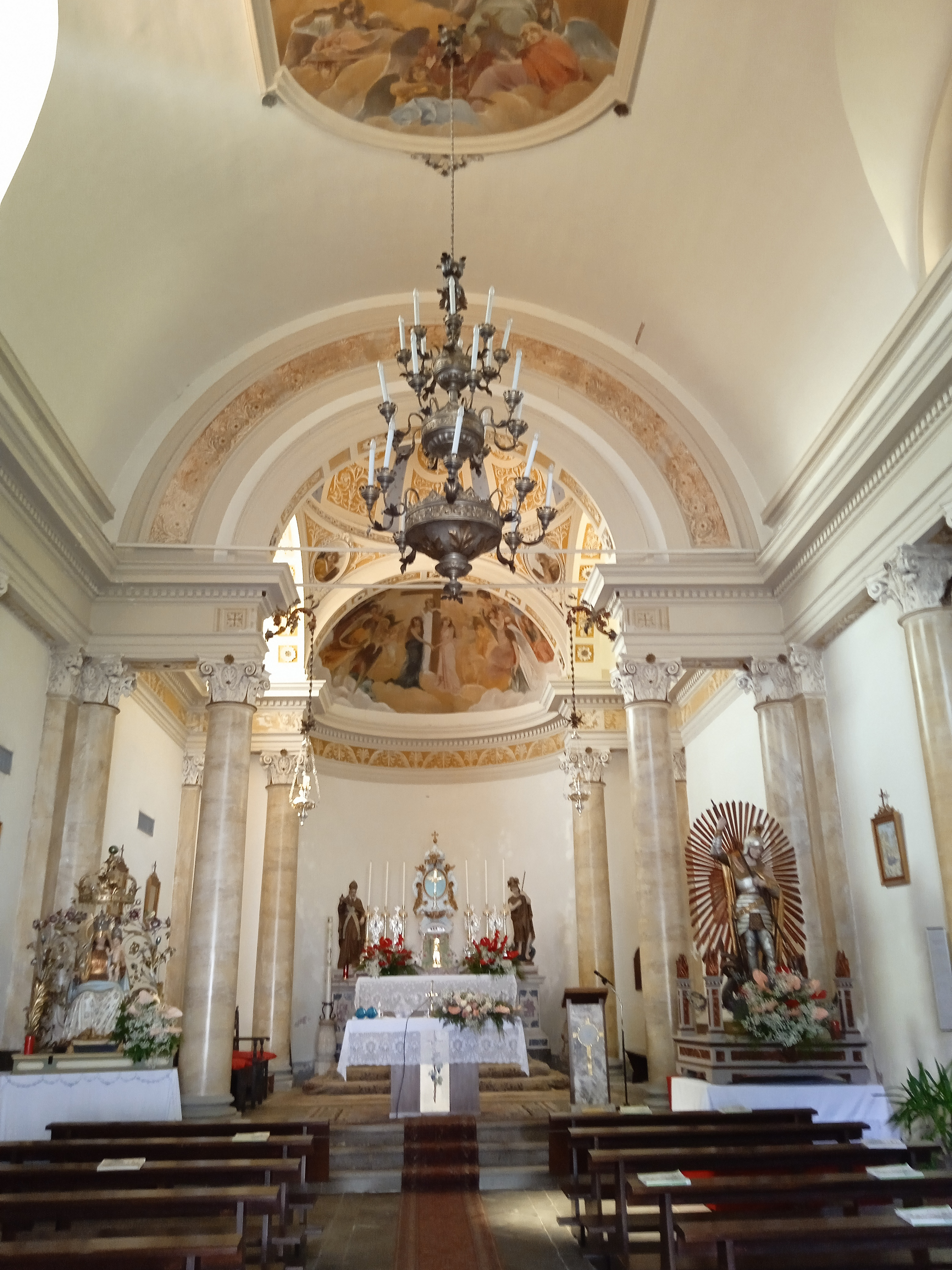
Interni della chiesa di Monteprato

Chiesa di San Giorgio a MontepratoConsacrato nel 1889, l'edificio è ad aula con un abside semicircolare, orientato nord-sud e rialzato rispetto alla strada. L'interno è neoclassico, con colonne corinzie racchiuse in alto da un'ampia cornice, il soffitto è a botte e illuminato da finestre sui due lati. L'area dell'altare è sovrastata da un cupolino, affrescato come il catino absidale, gli affreschi sono di pregio, dipinti da Tita Gori.
Chiesa di San Giorgio sul Monte ZucconAntichissimo sacello nato all'interno del Castrum Nemas, castello citato da Paolo Diacono nella sua Historia Langobardorum, svolse per secoli un importante ruolo in queste valli.
Campo ParrocchialePiazzale parzialmente asfaltato dietro alla chiesa. Costruito nel 1980, è oggi utilizzato principalmente per la festa degli uomini.
Grotta di MontepratoGrotta dall'ampia sala inferiore, storicamente conosciuta e oggetto di recenti ricerche geologiche.
Ex cava di pietra biancaSituata lungo la strada che da Vallemontana porta a Monteprato, ha prodotto per più di un secolo molta pietra bianca, ora è in disuso.
Vecchio MulinoCostruito nel 1925 sulla strada principale del paese, era alimentato grazie all'energia elettrica, arrivata in paese l'anno prima.
Orti nelle zone chiamate Pot Praies e Podabar

## Società

### Evoluzione Demografica
Abitanti censiti da statistiche parrocchiali e censimenti della popolazione.

### Lingue e dialetti
A Monteprato, accanto alla lingua italiana, è utilizzata la lingua friulana, il comune di Nimis è infatti inserito nell'ambito territoriale di tutela della lingua friulana. Nonostante oggi siano pochissime le persone che lo parlano, il dialetto sloveno delle valli del Torre per secoli era l'unica lingua conosciuta dagli abitanti, questo dialetto è rimasto in molti toponimi e soprannomi usati ancora adesso, come Polovin (grande fuoco), Buriac (piazza), Studenza (sorgente lungo la strada che conduce a Cergneu), Započualo (significa "dietro il luogo di riposo"), Kladje e altri.

## Cultura

### Eventi
- Festa degli Uomini (1 e 2 Agosto): la festa, nata negli anni '70, ha come principale tema la sessualità maschile e richiama ogni anno migliaia di visitatori anche dall'estero.[22]
- Santo patrono (23 aprile)
- Madonna di Maggio
- Triathlon del Boscaiolo

## Galleria d'immagini

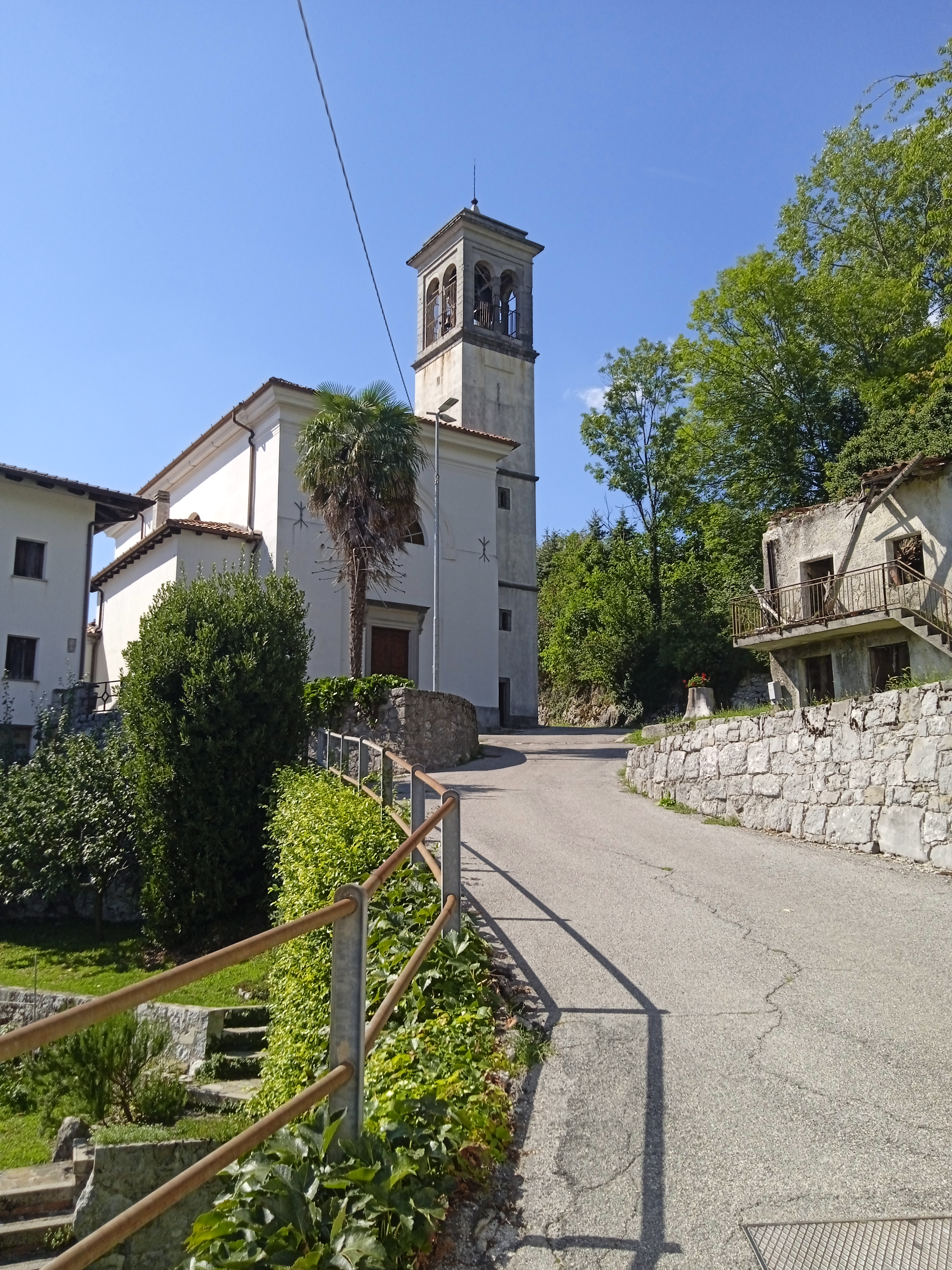
La chiesa di Monteprato vista da via San Giorgio
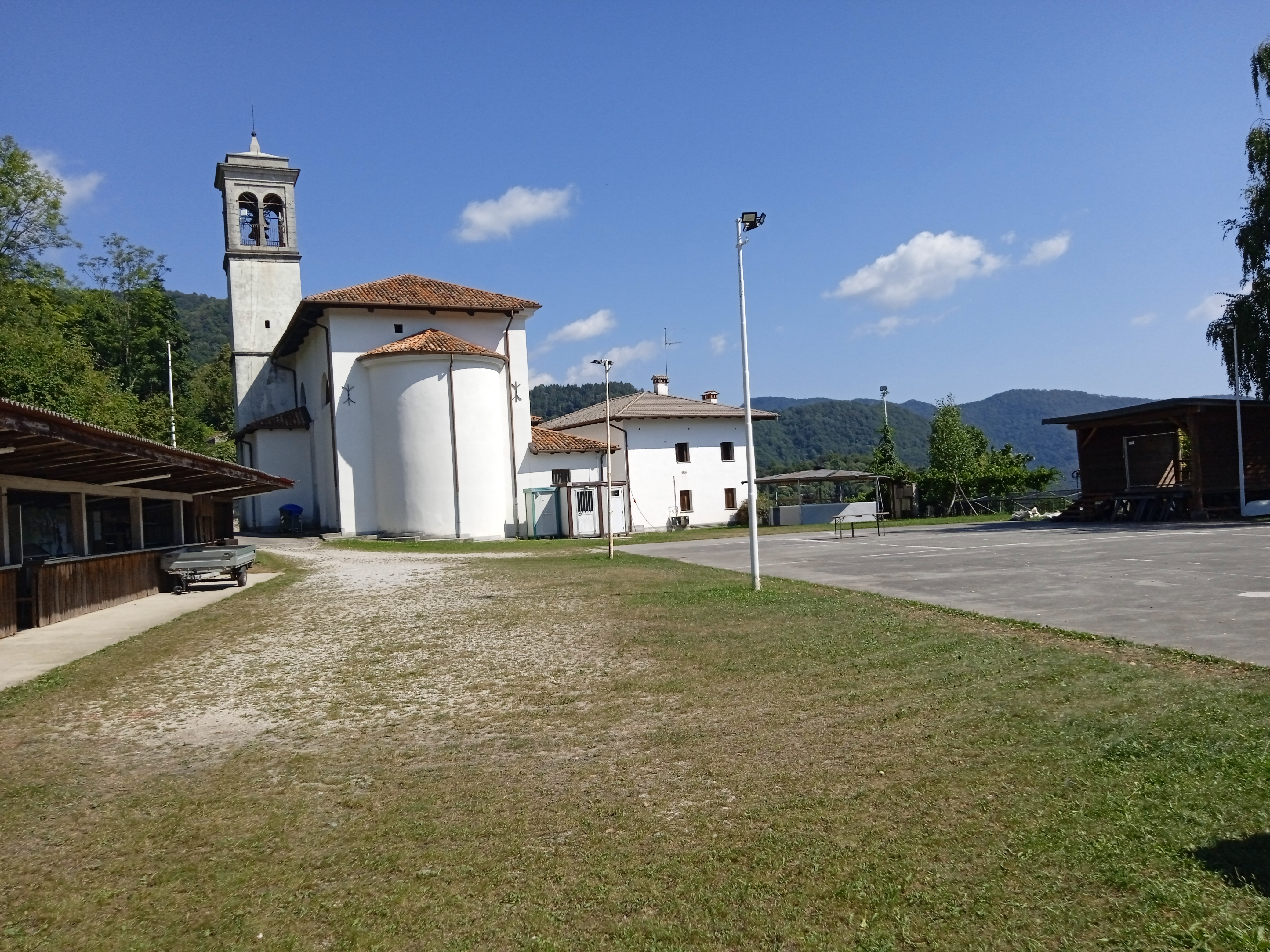
Il campo parrocchiale di Monteprato e la chiesa di San Giorgio
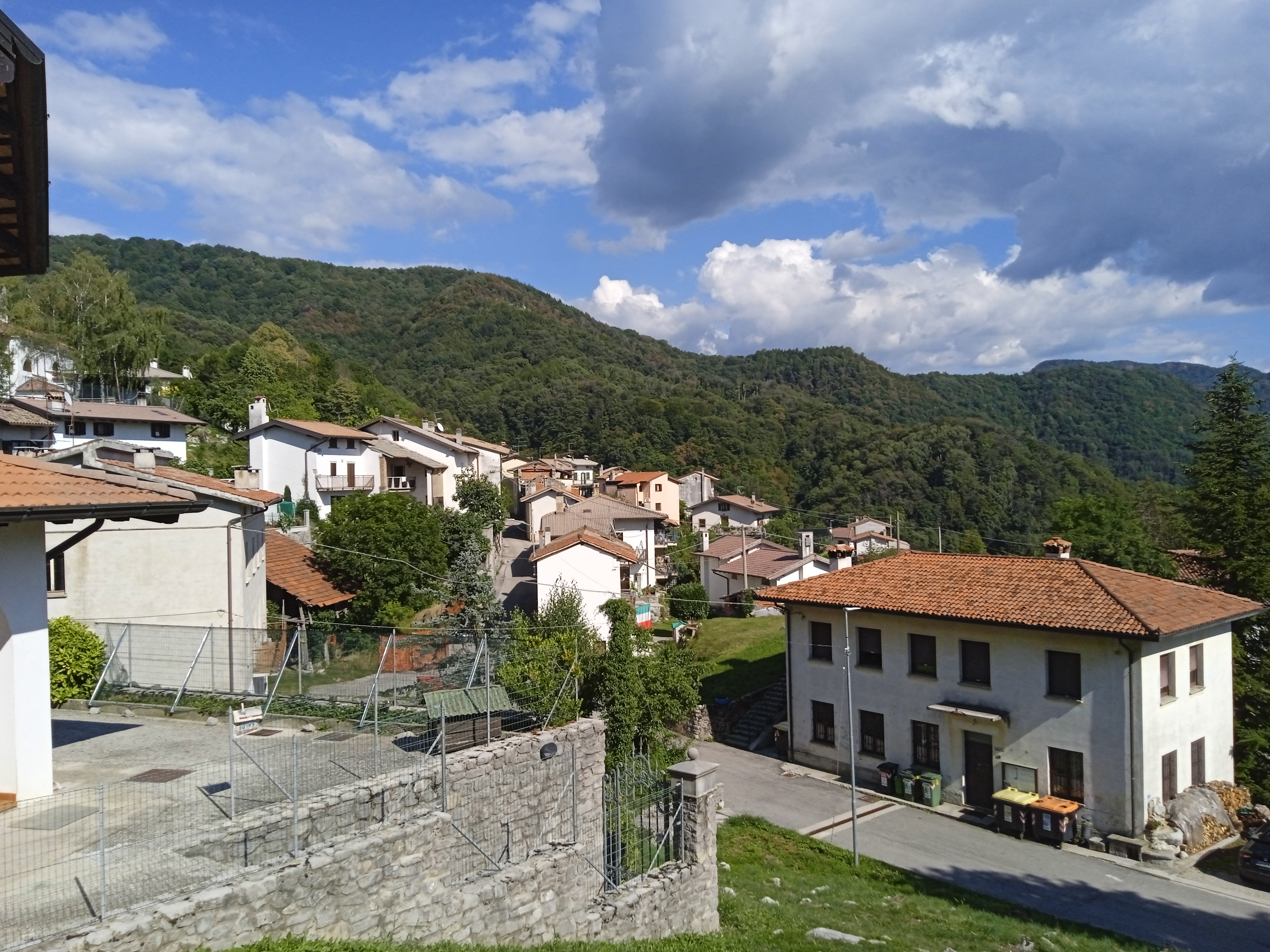
Veduta di Monteprato, sulla destra l'edificio della ex latteria, costruita nel 1960.
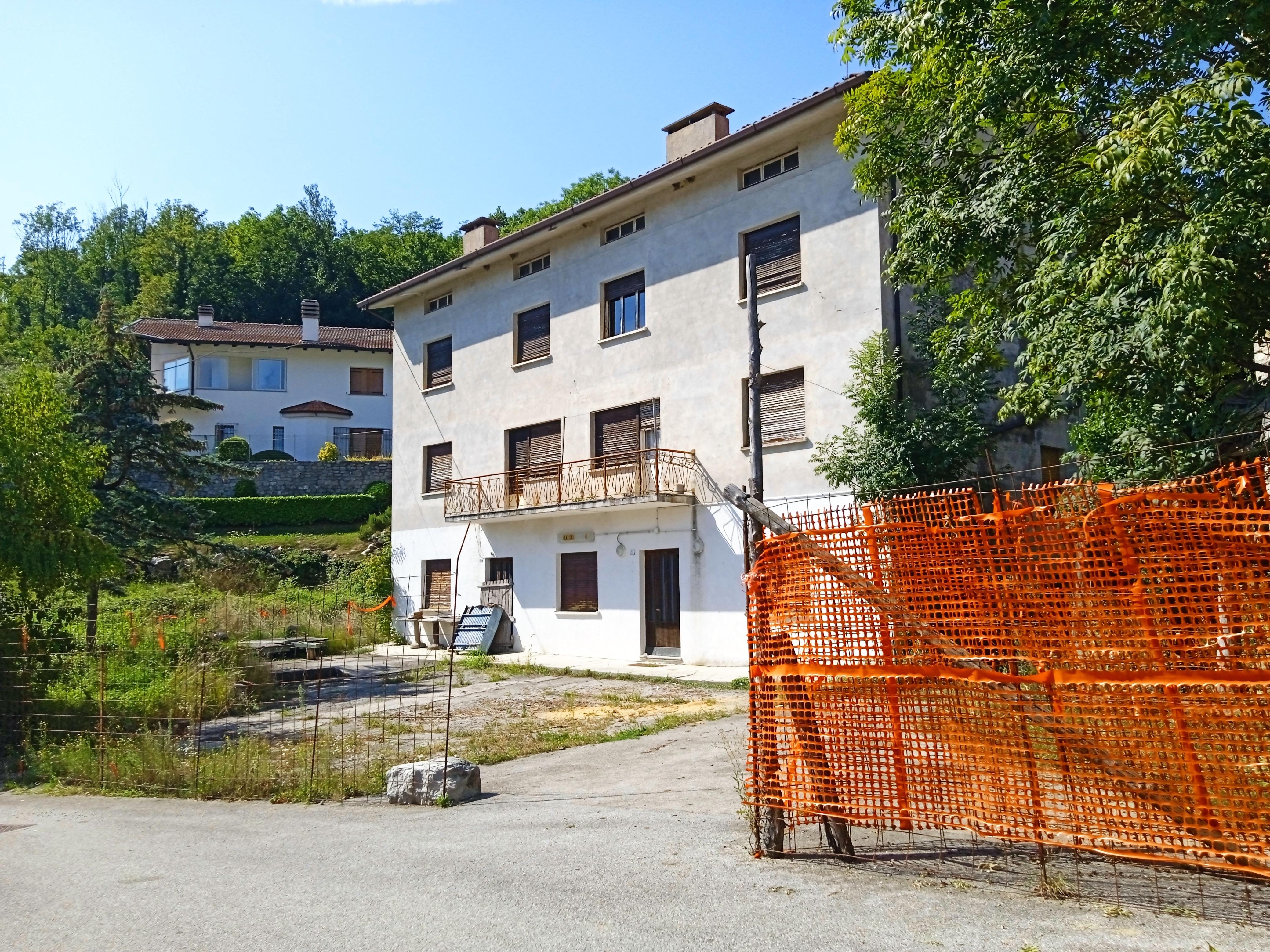
L'ex osteria di Monteprato, oggi abbandonata
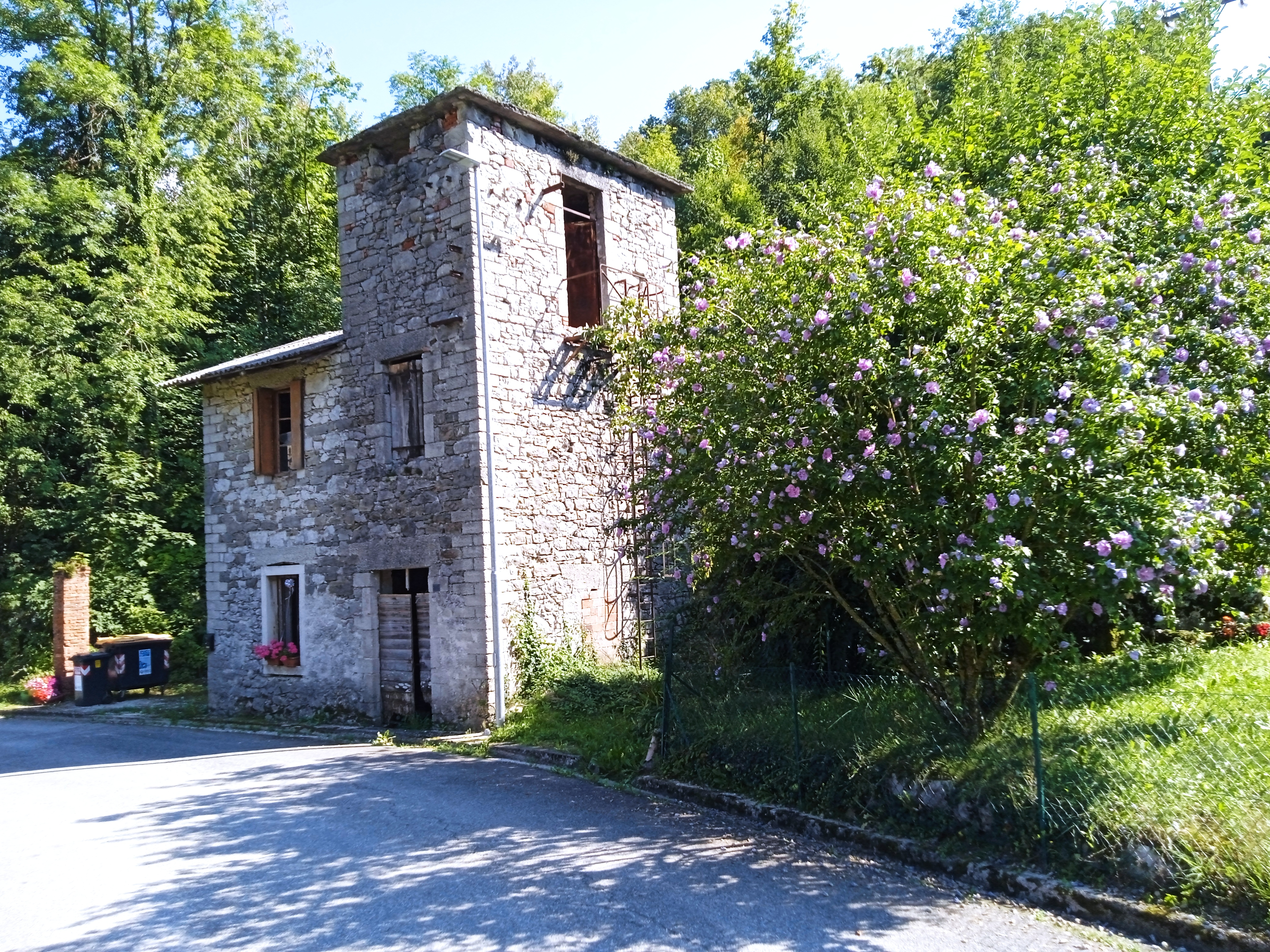
Il vecchio mulino
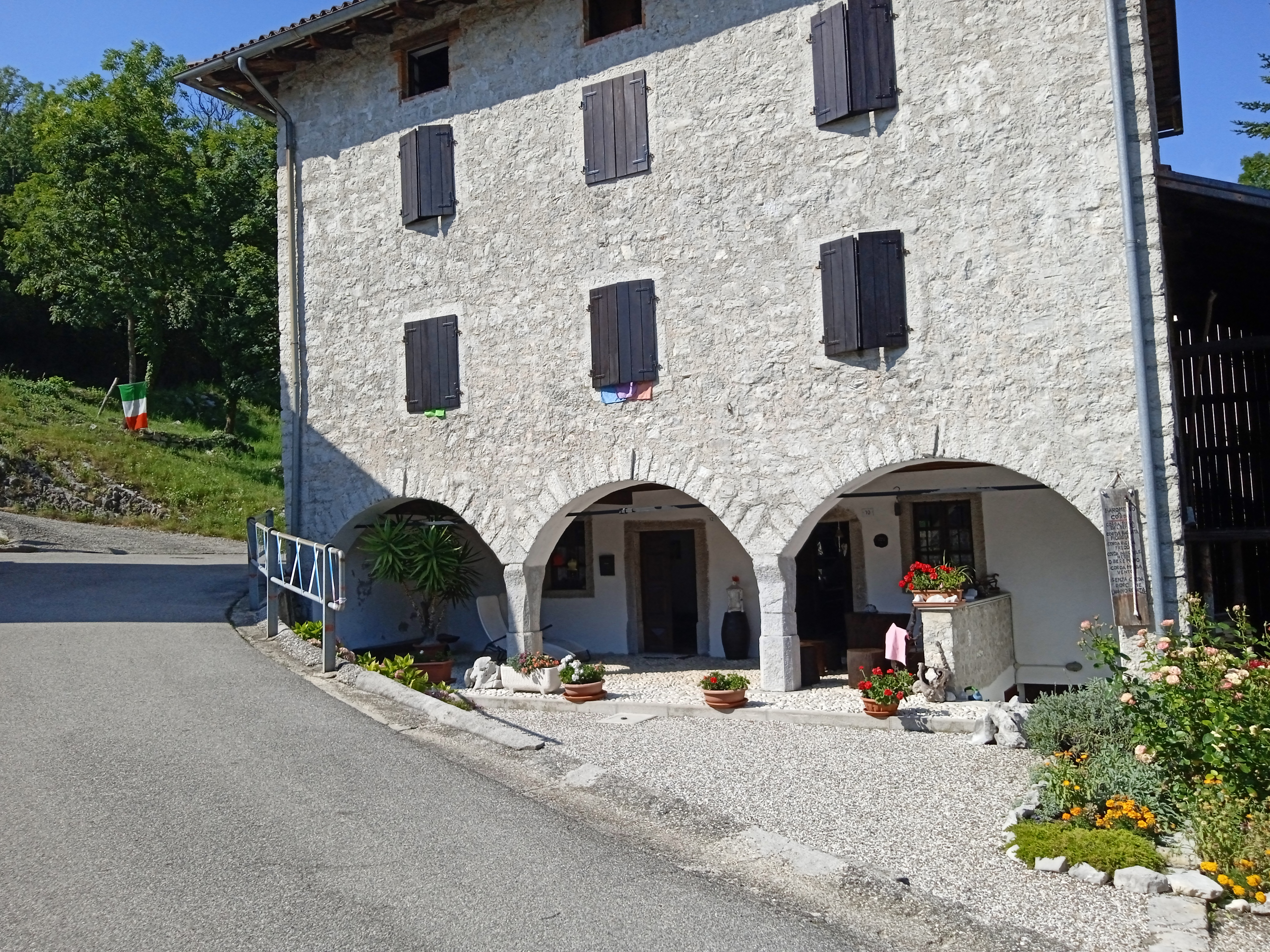
Una casa in pietra, che ricorda le antiche case contadine precedenti al terremoto.
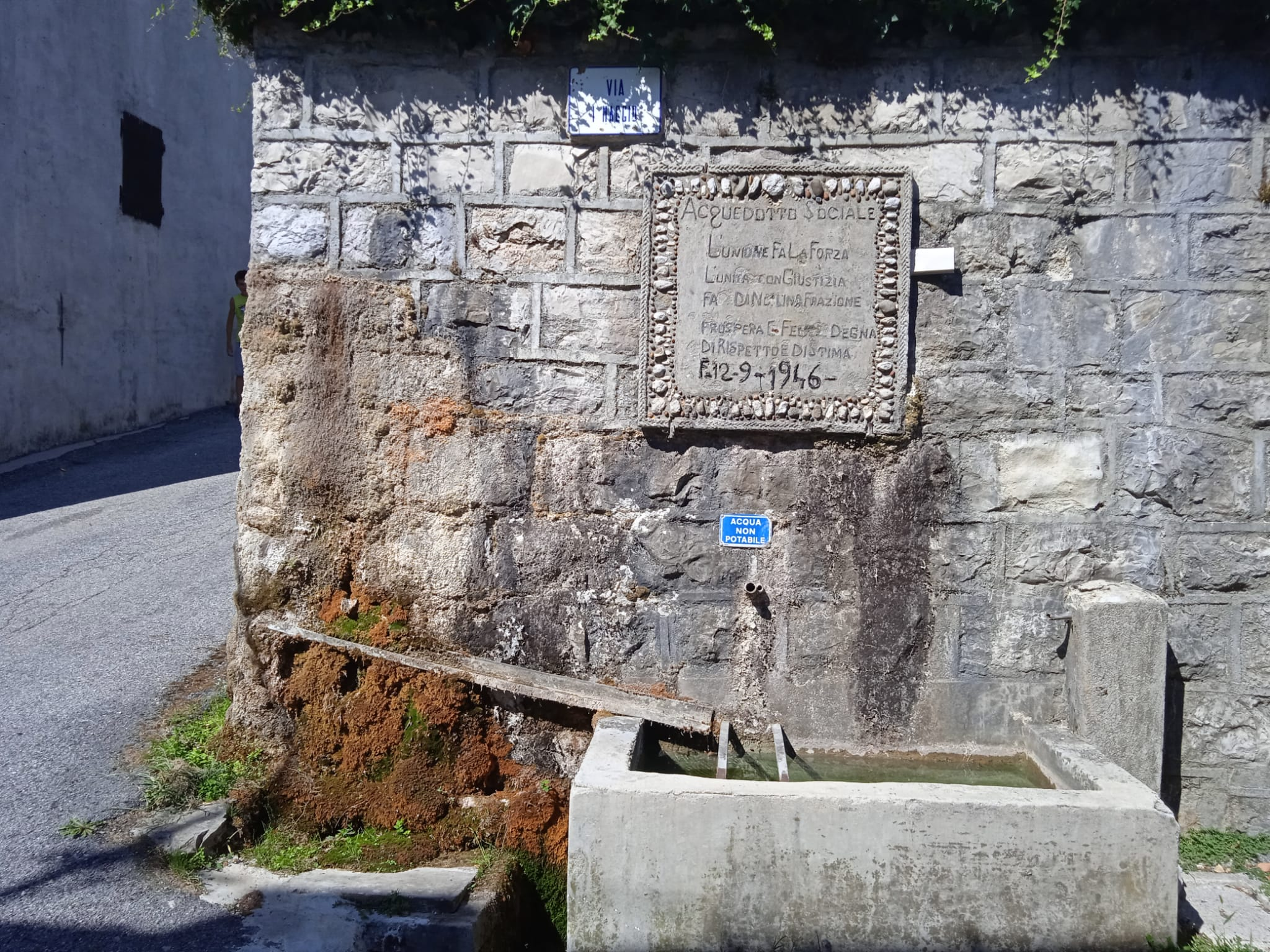
Una fontana nella parte orientale del paese
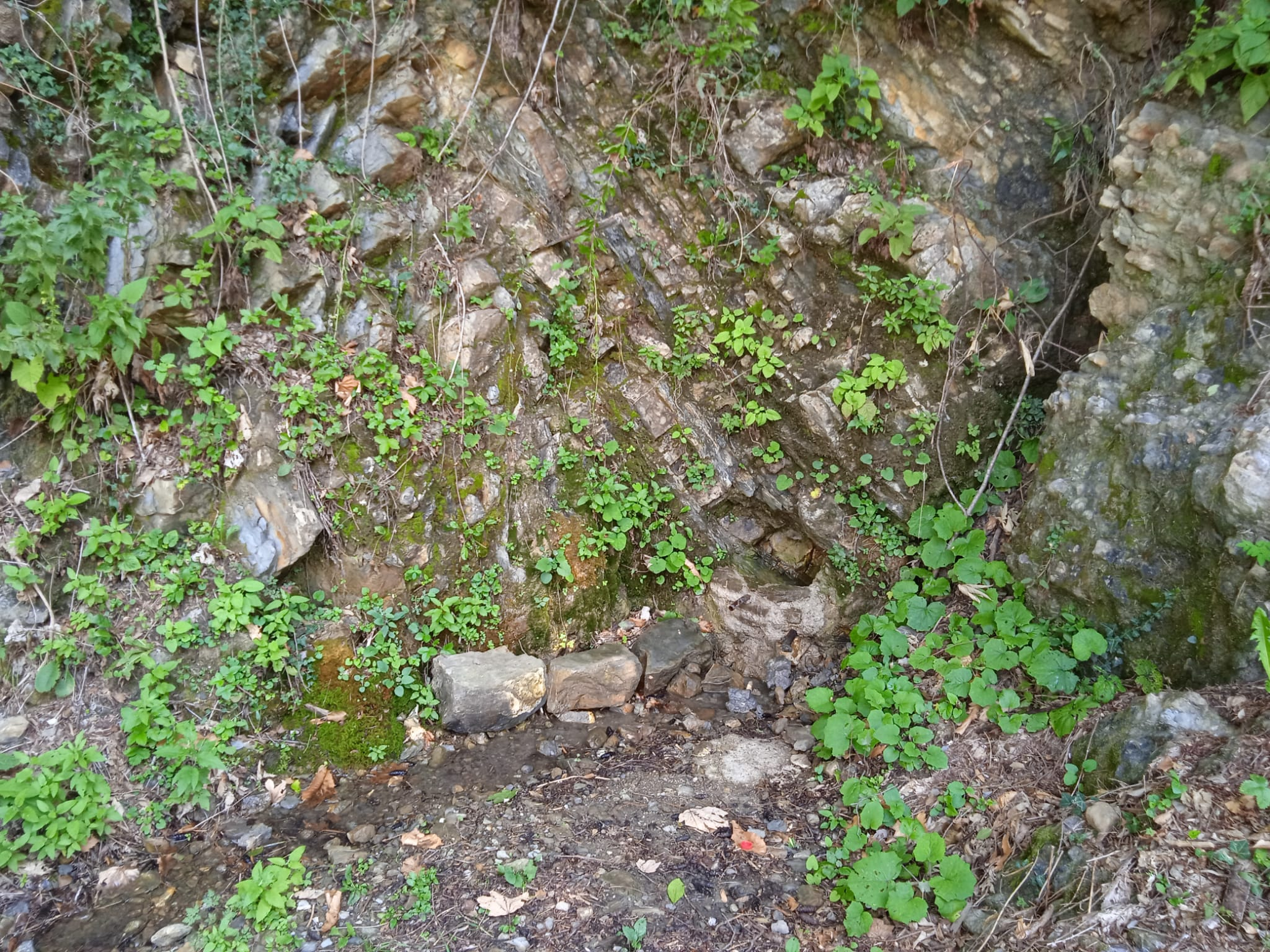
La sorgente detta Studenza sulla strada che da Monteprato porta a Cergneu